# Nidra Assassin
Nidra Assassin（ニドラアサシン、1997年9月21日 - ）とは、日本の男性ラッパー。HagaCrayのリーダー。兵庫県川西市出身。MCバトル出演などでも活躍している。

## 人物・来歴
高校時代は少林寺拳法部に所属し、全国大会でベスト4。西日本大会でベスト8。市の大会では4回優勝の好成績挙げている。
フリースタイルバトルの試合では、自身の独特のライムとフロウで、多くの勝利を掴んできた。
YouTubeチャンネル、ニートtokyoに投稿された動画「Nidra Assasin 一番気持ちが入るバース」がチャンネル史上最も再生され、再生回数500万回超えを記録している。
2023年4月13日、元交際相手に対する迷惑行為で駆けつけた警察官に連行され、その後薬物検査にて陽性反応が出たため逮捕された。2022年10月には元交際相手がSNSで覚せい剤の使用を暴露していた。取り調べに対して「寝ている間にシャブを誰かに打たれた」などと主張している。

## 出演

### MCバトル
|                                        | 順位     |
| -------------------------------------- | -------- |
| 戦極 MCBATTLE league 4                 | 準優勝   |
| 戦極MC BATTLE 第22章                   | ベスト16 |
| 戦極MC BATTLE U-22 秋の祭典            | ベスト32 |
| 戦極BATTLE TOWER III                   |          |
| 戦極MC BATTLE 第23章                   | ベスト32 |
| 戦極MC BATTLE 西日本ZEPP TOUR 横浜の陣 |          |
| AMAMI MCBattle                         | 3位      |
| 真アドレナリン ABEMAノ乱 2021          |          |
| 戦極vs凱旋 2021 夏ノ章                 |          |
| King of kings VS 真アドレナリン        |          |
| ZtoA                                   |          |

## ディスコグラフィ

### その他アルバム・シングル
- 2019
- 2020　EMMA
- 2021 UNKNOWN BITCH (&Fuma no KTR)

### ミュージックビデオ
- Night Butterfly
- Pressure
- EMMA
- 3150 remix
- ZIP
- Tonfa
- Really
- Mental A

### リリックビデオ
- XO　girlfriend

### 出演動画
- ニート東京